# Copa de Alemania de 1938
La Copa de Alemania de 1938 fue la cuarta edición del torneo de copa anual a nivel de clubes de la Alemania nazi y que contó con la participación de 72 equipos, siendo la primera vez en la que los equipos de Austria participaron en la copa luego del Anschluss a inicios del año.
El Rapid Viena vence en la final al FSV Frankfurt en el Olympiastadion para ser el primer equipo no perteneciente a Alemania en ganar la copa.

## Primera Ronda
Los partidos se jugaron entre el 27 de agosto al 11 de septiembre.
| Equipo 1                  | Resultado  | Equipo 2                     |
| ------------------------- | ---------- | ---------------------------- |
| Stettiner SC              | 3-1 (t.e.) | Yorck Boyen Insterburg       |
| VfB Peine                 | 2-1        | Hamburger SV                 |
| WKG BSG Neumeyer Nürnberg | 4-2        | Stuttgarter Kickers          |
| CSC 03 Kassel             | 3-0        | FSV Frankfurt                |
| BC Hartha                 | 4-1        | Sportfreunde Klausberg       |
| SV Polizei Lübeck         | 2-4        | Fortuna Düsseldorf           |
| SC Opel Rüsselsheim       | 2-1        | Alemannia Aachen             |
| Brandenburger SC Süd 05   | 3-0        | MTV Pommerensdorf            |
| Polizei SV Berlin         | 2-3        | Vorwärts-Rasensport Gleiwitz |
| SV Dessau 05              | 2-1        | SV BEWAG Berlin              |
| Rot-Weiss Essen           | 5-1        | FC St. Pauli                 |
| SpVgg Röhlinghausen       | 1-2        | Werder Bremen                |
| 1. SV Jena                | 1-2        | Hertha BSC                   |
| SV Waldhof Mannheim       | 4-0        | Borussia Fulda               |
| SSV Velbert               | 1-3        | Grün-Weiß Eschweiler         |
| Westfalia Herne           | 5-1        | Sportfreunde Katernberg      |
| SC Victoria Hamburg       | 4-3        | FC Schalke 04                |
| Eintracht Frankfurt       | 1-2        | TSV 1860 München             |
| Freiburger FC             | 3-1        | Hannover 96                  |
| Preußen Greppin           | 0-13       | Dresdner SC                  |
| Beuthen 09                | 3-2        | Berliner SV 92               |
| SV Klein-Steinheim        | 2-3 (t.e.) | 1. FC Nürnberg               |
| 1. SSV Ulm 1928           | 3:2        | SpVgg Fürth                  |
| SC Blau-Weiß Köln 06      | 1-7        | VfR Mannheim                 |
| FC Bayern München         | 7-0        | Union Böckingen              |
| Borussia Dortmund         | 1-2        | Phönix Lübeck                |
| Arminia Bielefeld         | 5-1        | Holstein Kiel                |
| Blau-Weiß 90 Berlin       | 5-1        | TSV 1861 Swinemünde          |
| Riesaer SV                | 2-1        | Wacker 04 Tegel              |
| SV Hindenburg Allenstein  | 2-0        | Preußen Danzig               |
| VfB Stuttgart             | 7-1        | Karlsruher FC Phönix         |
| FC Hanau 93               | 0-4        | VfB Mühlburg                 |

### Replay
| Equipo 1               | Resultado | Equipo 2     |
| ---------------------- | --------- | ------------ |
| Yorck-Boyen Insterburg | w.o.      | Stettiner SC |

## Segunda Ronda
Los partidos se jugaron entre el 11 y el 25 de septiembre.
| Equipo 1                     | Resultado | Equipo 2                  |
| ---------------------------- | --------- | ------------------------- |
| FSV Frankfurt                | 3-1       | BC Hartha                 |
| Fortuna Düsseldorf           | 7-1       | Opel Rüsselsheim          |
| Vorwärts-Rasensport Gleiwitz | 2-1       | SV Dessau 05              |
| Werder Bremen                | 2-3       | Rot-Weiss Essen           |
| Hertha BSC                   | w.o.      | SV Hindenburg Allenstein  |
| Grün-Weiß Eschweiler         | 1-2       | SV Waldhof Mannheim       |
| Westfalia Herne              | 5-1       | SC Victoria Hamburg       |
| TSV 1860 München             | 3-1       | Freiburger FC             |
| Dresdner SC                  | 10-1      | Beuthen 09                |
| 1. FC Nürnberg               | 2-1       | 1. SSV Ulm 1928           |
| VfR Mannheim                 | 2-1       | FC Bayern München         |
| Phönix Lübeck                | 3-2       | Arminia Bielefeld         |
| VfB Stuttgart                | 2-1       | WKG BSG Neumeyer Nürnberg |
| VfB Mühlburg                 | 6-1       | VfB Peine                 |
| Blau-Weiß 90 Berlin          | 3-1       | Riesaer SV                |
| Yorck-Boyen Insterburg       | 1-4       | Brandenburger SC 05       |

## Tercera Ronda
Los partidos se jugaron el 9 de octubre.
| Equipo 1            | Resultado | Equipo 2                     |
| ------------------- | --------- | ---------------------------- |
| FSV Frankfurt       | 3-1       | Fortuna Düsseldorf           |
| VfB Mühlburg        | 2-1       | VfB Stuttgart                |
| Brandenburger SC 05 | 0-1       | Vorwärts-Rasensport Gleiwitz |
| Rot-Weiss Essen     | 3-0       | Hertha BSC                   |
| SV Waldhof Mannheim | 6-0       | Westfalia Herne              |
| TSV 1860 München    | 3-0       | Dresdner SC                  |
| 1. FC Nürnberg      | 1-0       | VfR Mannheim                 |
| Phönix Lübeck       | 0-1       | Blau-Weiß 90 Berlin          |

## Cuarta Ronda
Los partidos se jugaron el 6 de noviembre. Se dividió entre equipos alemanes y equipos austriacos.

### Zona Alemana
| Equipo 1                     | Resultado  | Equipo 2        |
| ---------------------------- | ---------- | --------------- |
| Waldhof Mannheim             | 3-2 (t.e.) | Rot-Weiss Essen |
| FSV Frankfurt                | 3-1        | VfB Mühlburg    |
| Blau-Weiß 90 Berlin          | 1-2        | 1860 München    |
| Vorwärts Rasensport Gleiwitz | 2-4        | 1. FC Nürnberg  |

### Zona Austriaca
| Equipo 1       | Resultado | Equipo 2              |
| -------------- | --------- | --------------------- |
| SK Admira Wien | 0-6       | First Vienna FC 1894  |
| SC Wacker Wien | 0-1       | Wiener Sport-Club     |
| SK Rapid Wien  | 5-1       | SV Amateure Fiat Wien |
| Grazer SC      | 3-2       | FK Austria Wien       |

## Cuartos de final
Los partidos se jugaron el 27 de noviembre.
| Equipo 1          | Resultado  | Equipo 2             |
| ----------------- | ---------- | -------------------- |
| 1. FC Nürnberg    | 3-1        | First Vienna FC 1894 |
| 1860 München      | 1-2 (t.e.) | FSV Frankfurt        |
| Waldhof Mannheim  | 2-3        | SK Rapid Wien        |
| Wiener Sport-Club | 6-1        | Grazer SC            |

## Semifinales
Se jugaron el 11 de diciembre.
| Equipo 1      | Resultado | Equipo 2          |
| ------------- | --------- | ----------------- |
| SK Rapid Wien | 2-0       | 1. FC Nürnberg    |
| FSV Frankfurt | 3-2       | Wiener Sport-Club |

## Final
| 8 de enero de 1939 | FSV Frankfurt | 1–3     | Rapid Wien                               | Olympiastadion, Berlin                            |                                                   |
|                    | Dosedzal 17'  | Reporte | Schors 80' · Hofstätter 85' · Binder 90' | Asistencia: 40 000 espectadores Árbitro(s): Ruhle | Asistencia: 40 000 espectadores Árbitro(s): Ruhle |

| FSV Frankfurt | Rapid Wien |

| ARQ           |  | Hans Wolf             |
| DEF           |  | Willy May             |
| DEF           |  | Heinrich Schweinhardt |
| MED           |  | Arthur Böttgen        |
| MED           |  | Heinrich Dietsch      |
| MED           |  | Fritz Fend            |
| DEL           |  | Bubi Armbruster       |
| DEL           |  | Karl Heldmann         |
| DEL           |  | Franz Dosedzal        |
| DEL           |  | Franz Faust           |
| DEL           |  | Heini Wörner          |
| Entrenador:   |  |                       |
| Martin Eiling |  |                       |

| ARQ            |  | Rudolf Raftl      |
| DEF            |  | Heribert Sperner  |
| DEF            |  | Rudolf Schlauf    |
| MED            |  | Franz Wagner      |
| MED            |  | Johann Hofstätter |
| MED            |  | Stefan Skoumal    |
| DEL            |  | Franz Hofer       |
| DEL            |  | Georg Schors      |
| DEL            |  | Franz Binder      |
| DEL            |  | Wilhelm Holec     |
| DEL            |  | Hans Pesser       |
| Entrenador:    |  |                   |
| Leopold Nitsch |  |                   |

| Predecesor: 1937 | Tschammerpokal 1938 | Sucesor: 1939 |